# Road scholars
Road scholars is het twintigste muziekalbum van Spyro Gyra. In de reeks albums is dit na Access all areas het tweede livealbum. Road scholars is opgenomen tijdens de Amerikaanse tournee die liep van maart tot en met oktober 1997.

## Musici
- Jay Beckenstein – saxofoon
- Tom Schuman – toetsinstrumenten
- Julia Fernandez – gitaar, zang op De La Luz
- Scott Ambush – basgitaar
- Joel Rosenblatt – slagwerk

## Muziek
| Nr. | Titel                                    | wanneer                                 | Duur  |
| --- | ---------------------------------------- | --------------------------------------- | ----- |
| 1.  | Heart of the night (Beckenstein)         | 28 maart, West Palm Beach               | 6:43  |
| 2.  | Breakfast at Igor’s (Beckenstein,Ambush) | 10 augustus, Monterey (Californië)      | 7:22  |
| 3.  | The unwritten letter (Beckenstein)       | 11 september, Albuquerque (New Mexico)  | 5:46  |
| 4.  | Morning dance (Beckenstein)              | 5 oktober, Lakeville (Pennsylvania)     | 4:16  |
| 5.  | Shaker song (Beckenstein)                | 12 september, Tempe (Arizona)           | 10:16 |
| 6.  | Shanghai gumbo (Fernandez)               | 9 augustus, San Jose (Californië)       | 6:29  |
| 7.  | Innocent soul (Schuman)                  | 20 mei, Houston (Texas)                 | 6:27  |
| 8.  | South American sojourn (Rosenblatt)      | 23 augustus, Buffalo (New York)         | 5:38  |
| 9.  | Ariana (Jeremy Wall)                     | 5 augustus, San Ramon (Californië)      | 6:09  |
| 10. | De La Luz (Fernandez)                    | 10 juli, New York                       | 8:26  |
| 11. | Daddy’s got a new girl now (Beckenstein) | 31 augustus, San Francisco (Californië) | 6:00  |